# Fort Rice
Koordinaten: 46° 51′ 30″ N, 100° 58′ 20″ W
Fort Rice (Lakota: ’Psíŋ Otȟúŋwahe) ist ein ehemaliges Fort der Armee der Vereinigten Staaten im Morton County von North Dakota. Heute befindet sich auf dem Gelände die Fort Rice State Historic Site, welche von der State Historical Society of North Dakota betrieben wird. Das Gelände befindet sich circa 10 Kilometer nördlich der Mündung des Cannonball River in den Missouri und circa 50 Kilometer südlich von Bismarck, der Hauptstadt von North Dakota. Fort Rice wurde nach dem Brigade-General James Clay Rice benannt, der am 10. Mai 1864 in der Schlacht bei Spotsylvania Court House in Virginia ums Leben kam. Das Fort wurde 1864 errichtet und bereits 1879 aufgegeben, später wurde es durch Fort Yates ersetzt.

## Geschichte
Nachdem am 3. September 1863 die Sioux-Indianer in der Schlacht am Whitestone Hill von General Alfred Sully geschlagen wurden, sannen diese auf Rache und überfielen im darauffolgenden Jahr Wagenconvois und Flussschiffe auf dem Missouri. Um die weißen Siedler zu schützen und die Sioux-Indianer in Reservate zu zwingen, startete General Sully im Sommer 1864 mit 3.500 Mann eine weitere Kampagne in das Dakota-Territorium. Als erste Maßnahme suchte er einen Standort für ein befestigtes Lager. Fort Rice wurde am 7. Juli 1864 als Feldlager von der 30th Wisconsin Infantry unter dem Kommando von Colonel Daniel J. Dil errichtet. Das Fort diente als Basis der Kampagne und zur Sicherung der Anlegestelle für die Dampfschiffe, die die Truppen der Kampagne mit Personal und Material versorgten. Ursprünglich bestand das Fort aus in die Erde gegrabenen Blockhütten und einem aufgeschütteten Erdwall. Die Grundfläche betrug 500 auf 510 Fuß. Im Herbst 1864 wurden die Truppen aus Wisconsin durch Freiwillige der US-Armee ersetzt, durch sechs Kompanien der 1st US Volunteer Infantry. Diese Freiwilligen bestanden primär aus Kriegsgefangenen der Südstaaten, die sich in den Gefangenenlagern der Nordstaaten freiwillig für den Schutz der damaligen Grenze zu den Indianerstämmen gemeldet hatten. 1865 verstärkten weitere zwei Kompanien der 4st US Volunteer Infantry die Besatzung des Forts. Nach dem Ende des Bürgerkriegs wurden die Freiwilligen durch reguläre Truppen der US-Armee ersetzt. Das Leben in dem isolierten Fort war in den ersten Jahren hart. 85 Soldaten überlebten den ersten Winter nicht. 1868 wurde das Fort ausgebaut. Die Erdhöhlen wurden durch reguläre Gebäude ersetzt, das Gelände mit einer 3 Meter hohen Palisade umgeben, die Grundfläche auf 864 auf 544 Fuß erweitert. Während seiner Zeit als aktives Fort spielte Fort Rice eine wichtige Rolle in den Indianerkriegen. Zeitweise waren Truppen des 7. US-Kavallerie-Regiments im Fort stationiert. Zwei Kompanien des Forts kämpften in der Schlacht am Little Bighorn. Mehrere Kampagnen gegen die aufständischen Sioux hatten ihren Ausgangspunkt im Fort. Das Fort wurde selbst mehrmals von Indianerstämmen angegriffen. Auch fanden wichtige Verhandlungen im Fort statt, die dann zum Vertrag von Fort Laramie 1868 führten. Das Fort wurde am 25. November 1878 aufgegeben, und durch Fort Yates ersetzt. 1913 kaufte der Staat North Dakota das Gelände. 1940 wurde die Historic Site errichtet. Von den ursprünglichen Gebäuden ist kein einziges erhalten. Nur Fundamente zeugen von seiner Vergangenheit.